# Hakea gilbertii
Hakea gilbertii är en tvåhjärtbladig växtart som beskrevs av Kipp. och Meissn.. Hakea gilbertii ingår i släktet Hakea och familjen Proteaceae. Inga underarter finns listade i Catalogue of Life.